# Caroline Harrison
Pour les articles homonymes, voir Harrison.
Caroline Scott Harrison, (née le 1er octobre 1832 à Oxford et décédée le 25 octobre 1892 à Washington)  est la « première dame » des États-Unis du 4 mars 1889 au 25 octobre 1892.
Elle est l'épouse du 23e président des États-Unis, Benjamin Harrison, et meurt de tuberculose pendant le mandat de son mari. Sa fille Mary la remplace dans les fonctions de Première dame.